# Hôtel Arts
L'Hôtel Arts, qui signifie hôtel des arts en français (Hôtel de las Artes en espagnol), est un gratte-ciel de Barcelone dans la communauté autonome de Catalogne en Espagne, situé dans le port olympique de Barcelone.

## Présentation
Dessinée par l'architecte américain Bruce Graham, l'immeuble a été bâti entre 1991 et 1992 dans le cadre des Jeux olympiques d'été de 1992. Le bâtiment est occupé depuis 1994 par la chaîne hôtelière Ritz-Carlton qui y exploite un hôtel de luxe cinq étoiles.

## Situation
Avec sa voisine la tour Mapfre, l'Hôtel Arts est au centre de la Vila Olimpica (cité olympique), qui accueille notamment le célèbre cimetière monumental du Poblenou.  
Le Carrer de la Marina, la rue qui passe entre les deux tours, conduit immédiatement au Port Olympique, et donne accès, vers le sud, à la plage du Somorrostro, connue dans l'histoire de l'art pour être la scène de la photographie Soldate républicaine à Barcelone de Gerda Taro en 1936 au début de la guerre d'Espagne. 
Entre l'hôtel et la plage du Somorrostro trône une sculpture monumentale dorée en forme de vague : le Poisson, œuvre de l'architecte Frank Gehry.